# Himikydze
Himikydze — молодой исполнитель из Казахстана (18 лет), который соединяет энергетику нового поколения с личными историями и атмосферным звучанием. Его музыка балансирует между меланхолией и драйвом, переплетая мелодичный рэп, гиперпоп и современный электронный саунд.
Вдохновляясь цифровой культурой и реальными эмоциями, Himikydze создаёт треки, которые резонируют с теми, кто ищет себя в шуме большого мира. Каждая песня — это честный фрагмент его внутреннего мира: от ночных мыслей до ярких моментов юности.
Сейчас артист активно работает над первыми релизами, экспериментирует со стилем и ищет свой уникальный почерк, чтобы заявить о себе на площадках и собрать свою аудиторию.
Жанры: hyperpop / emo-rap / alt-pop
Локация: Казахстан
Возраст: 18
1. ↑  Spotify. open.spotify.com. Дата обращения: 17 августа 2025.
2. ↑  Spotify. open.spotify.com. Дата обращения: 17 августа 2025.
3. ↑  Spotify. open.spotify.com. Дата обращения: 17 августа 2025.